# Entidade espiritual

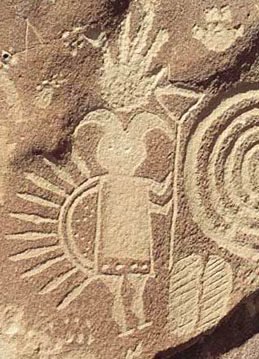
Petróglifo representando um espírito Navajo no sítio arqueológico de Dinétah, no Novo México.

Uma entidade espiritual, ser espiritual ou espírito, na história das religiões, folclore ou etnografia é um fenômeno que pode ser definido de várias maneiras, dependendo do contexto histórico e da tradição em que o termo é usado. Como no significado filosófico do espírito, geralmente conota um princípio imaterial, que pode caracterizar tanto uma faculdade mental (em alemão Geist) quanto uma inteligência personificada, em qualquer caso distinta da matéria corpórea. Uma entidade espiritual teria uma forma sutil de existência e uma forma de pensamento e, por sua natureza, existiria sem ser comumente visível no mundo material; Muitas vezes, as tradições populares o dotam de poderes e influências maravilhosos mais ou menos ocultos no mundo físico. 

## Tipologia
Entidades espirituais podem ser designadas para seres imateriais, agentes sobrenaturais, fantasmas, almas de pessoas falecidas, almas residuais (compostas de energia espiritual e emoções residuais que uma alma às vezes deixaria para trás na morte); bem como projeções do corpo sutil das almas de pessoas gravemente doentes. Também entidades não físicas que são difíceis de localizar dentro de formas precisas de adoração ou estruturas mitológicas, bem como seres que devem permanecer distintos uns dos outros, como gênios, demônios e até divindades como as do panteão egípcio.
No caso dos falecidos, falamos de "espíritos dos mortos" para indicar as almas dos falecidos que dão origem a manifestações espíritas, com o aparecimento de espectros, referindo-se à sua presença ativa no mundo dos vivos e não no Além.
Os espíritos da natureza seriam os espíritos elementais, os espíritos ligados aos elementos e aspectos da natureza (exemplo: gnomos para a terra, ondinas para a água, sílfides para o ar e salamandras para o fogo); mas também os espíritos dos lugares, porque pode haver espíritos malévolos, bons e neutros.
As entidades espirituais podem ser classificadas em: anjos e demônios pela teologia, espectros e fantasmas pela metapsíquica, fadas e gnomos pela folclorística, as almas dos mortos pelo culto dos mortos, espiritismo, magia ou necromancia, entre outras entidades sutis.

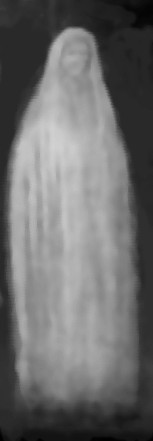
Montagem de fotos do espectro de uma senhora de branco.

Justino, do século II, em sua Apologia, considera que os demônios de que falam os Evangelhos são almas desencarnadas. No século XVII, os espíritos incluíam: anjos, demônios e almas incorpóreas. Dom Calmet, especialista no assunto, disse que escreveu "sobre as aparições de anjos, o diabo e as almas separadas dos corpos".O dicionário de Lalande, da mesma forma, fala de: "Deus, anjos, demônios, as almas dos homens desencarnados após a morte, são espíritos".

## Contexto animista
É sobretudo no campo xamânico e animista que recorre a noção de espírito, que designa genericamente as entidades incorpóreas ou invisíveis que presidem aos fenômenos da natureza, ou que habitam suas partes individuais. Desde os tempos antigos, fala-se de espíritos de árvores, rios, montanhas, florestas, etc.
O filósofo hilozoísta Tales de Mileto afirmou a esse respeito que "todas as coisas estão cheias de deuses". Mesmo a medicina grega, na versão aperfeiçoada por Galeno, baseava-se na presença no corpo humano de três tipos de "espíritos animais", cada um com sua função específica.
A filosofia natural no Ocidente ainda é caracterizada pelo panpsiquismo, isto é, por uma visão segundo a qual todo objeto ou elemento da realidade está impregnado de uma consciência: até o Renascimento, a Natureza era concebida inteiramente viva, animada por forças sensíveis ou centros de energia (mônadas). Além disso, foi no início da Idade Moderna que os espíritos da natureza, recorrentes nas mitologias nórdicas com nomes de fadas, gnomos, duendes, foram estudados com um olhar científico por Paracelso, que escreveu um tratado sobre eles, o Liber de nymphis, sylphis, pygmaeis et salamandris, distinguindo-os com base em seus respectivos elementos, ou seja, fogo, ar, água, terra.
O significado animista de "espírito" retorna na era romântica em referência à personificação dos traços comuns a uma determinada linhagem ("Espírito do povo") ou a uma época específica ("Espírito do tempo").

## Espiritismo
Na segunda metade do século XIX, o termo espiritismo foi cunhado como um desdobramento do movimento espiritualista mais amplo, para indicar estudos e práticas destinadas a investigar os fenômenos dos médiuns e do paranormal no que diz respeito em particular à evocação dos espíritos desencarnados do falecido, às vezes relacionados à recuperação de práticas divinatórias como a necromancia.

Em qualquer caso, a crença em espíritos parece ser um traço comum de todas as religiões.